# Don Pramudwinai

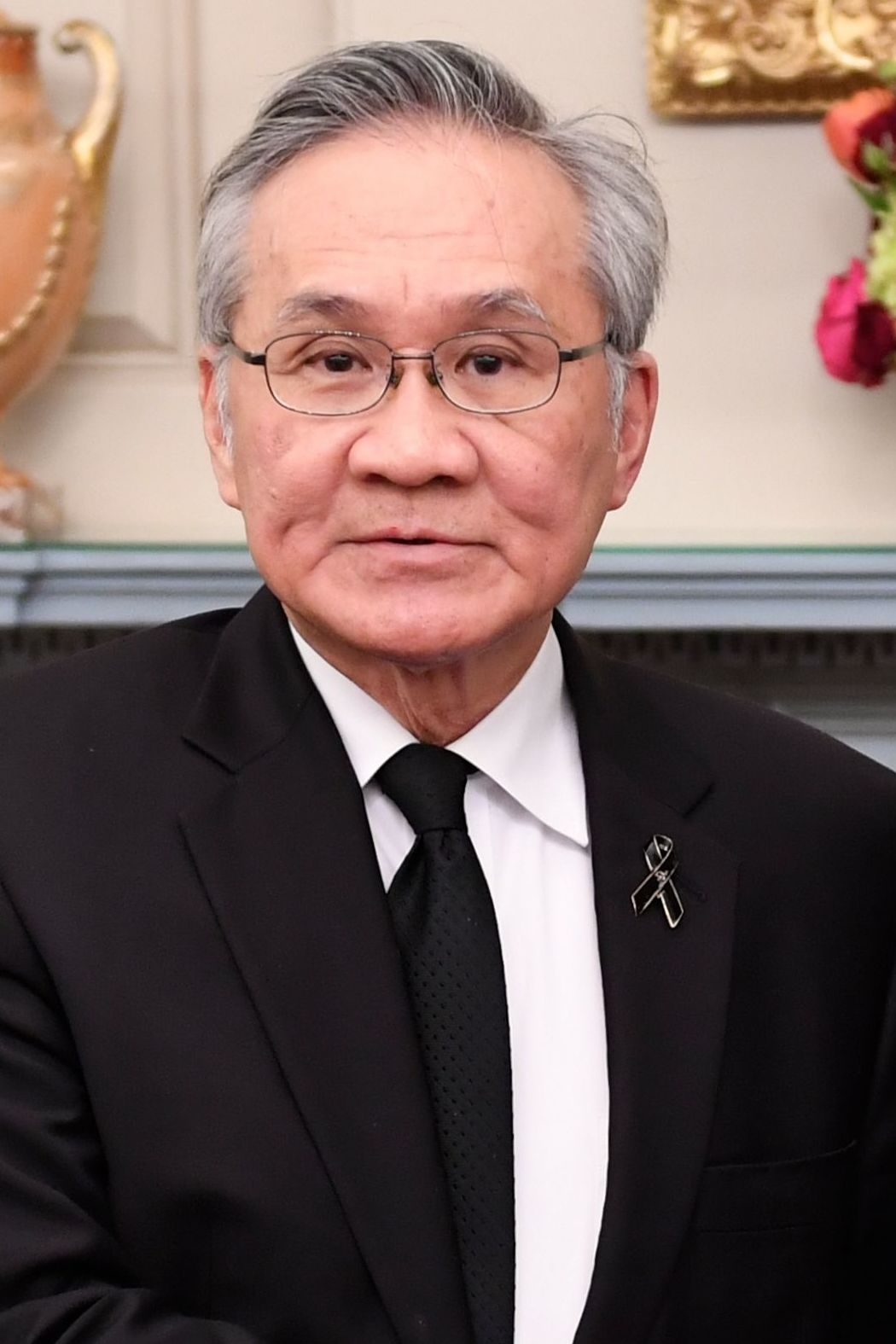
Don Pramudwinai (2017)

Don Pramudwinai (* 25. Januar 1950 in Bangkok) ist ein thailändischer Diplomat. Er ist seit dem 23. August 2015 Außenminister von Thailand.

## Leben

### Bildung
Don besuchte die Wat Suthiwararam und Suankularb Wittayalai Schulen. Er studierte an der Fakultät für Politikwissenschaft der Chulalongkorn-Universität (1967–1968). Er erhielt einen Bachelor in Politikwissenschaft und einen Master in internationalen Beziehungen von der UCLA. Er erhielt auch einen Master in internationalen Beziehungen von der Fletcher School of Law and Diplomacy an der Tufts University.

### Karriere
Don Pramudwinai trat 1974 in das Außenministerium ein. Im Jahr 1992 wurde er zum Generaldirektor der Abteilung für ostasiatische Angelegenheiten ernannt. Von 1994 bis 1998 war er als Thailands Botschafter in der Schweiz, der Vatikanstadt und Liechtenstein tätig. Von 1999 bis 2000 war er Pressesprecher des Außenministeriums. Von 2000 bis 2004 diente er als Botschafter in China, Nordkorea und der Mongolei. Von 2004 bis 2007 diente er als Botschafter in der Europäischen Union. Von 2007 bis 2009 diente er als Ständiger Vertreter bei den Vereinten Nationen in New York. Von 2009 bis 2010 diente er als Botschafter in den Vereinigten Staaten. 2014 wurde er zum stellvertretenden Außenminister von Außenminister Thanasak Patimaprakorn ernannt und 2015 zum Außenminister befördert. Bei der Kabinettsumbildung im August 2020 wurde er zusätzlich zu seiner Position als Außenminister auch zum stellvertretenden Premierminister ernannt.

## Familie
Er ist mit Narirat Pramudwinai (Bunnag) verheiratet und hat einen Sohn.